# Antonella Ragno-Lonzi
Antonella Ragno-Lonzi (n. 6 iunie 1940, Veneția, Italia) este o scrimeră ce a reprezentat Italia, medaliată olimpică. A participat la 4 ediții ale Jocurilor Olimpice (1960, 1964, 1968, 1972) în care a câștigat o medalie de aur și două medalii de bronz.